# Jamaat-e-Islami (Pakistán)
Jamaat-e-Islami (en urdu: جماعتِ اسلامی, JI) (en español: "Congreso Islámico") es una organización y un partido político islamista fundada en 1941 en la India Británica por Abul Ala Maududi. Tras la partición de la India en 1947 se dividió en dos, siendo la más importante la de Pakistán —en 1971 se separó la organización de Bangladés tras la independencia de este territorio—.
Junto con los Hermanos Musulmanes, Jamaat-e-Islami es una de las más influyentes y originales organizaciones islamistas del mundo musulmán, y la primera en desarrollar «una ideología basada en la moderna concepción revolucionaria del Islam».

## Historia
Jamaat-e-Islami fue fundada en 1941 por Abul Ala Maududi, tres años después de la muerte de Muhammad Iqbal, «el padre intelectual y espiritual de Pakistán», y que había influido mucho en él.
Esta organización islamista ha sido considerada como «el primer partido revolucionario de vanguardia al estilo leninista de todo el mundo islámico» y la primera en formular un «programa coherente y consistente para un Estado islámico» en el que Dios, y no la nación, era el soberano absoluto, por lo que su ideología se puede definir como teocrática.
 

Aunque inicialmente tuvo muy pocos seguidores, ejerció una gran influencia entre numerosos pensadores y activistas musulmanes, como el ayatolá Jomeini de Irán, que tradujo al persa muchas obras de Maududi. También influyó en Sayyid Qutb de los Hermanos Musulmanes de Egipto y en el iraní Alí Shariati.

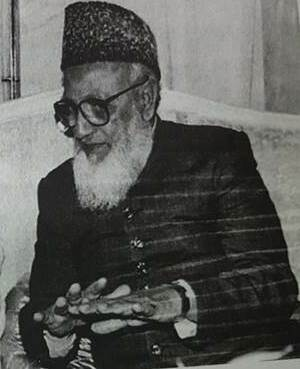
Abul Ala Maududi, fundador de Jamaat-e-Islami

La idea de constituir un partido islamista revolucionario «de vanguardia» fue recogida por los yihadistas que, como los fundadores de Al Qaeda, predicaban la guerra santa contra los dictadores de los países musulmanes y contra sus aliados occidentales.

## Historial electoral

### Asamblea Nacional de Pakistán
| Año      | Votos     | %    | Resultado |
| -------- | --------- | ---- | --------- |
| 1970     | 1 989 162 | 6,0  | 4/300     |
| 1977*    | 6 032 062 | 35,7 | 36/216    |
| 1988**   | 5 908 741 | 30,2 | 56/100    |
| 1990**   | 7 908 513 | 36,8 | 106/207   |
| 1993***  | 645 278   | 3,2  | 3/207     |
| 2002**** | 3 335 643 | 11,4 | 63/342    |
| 2008**** | 766 240   | 2,2  | 8/341     |
| 2013     | 963 909   | 2,1  | 4/341     |
| 2018**** | 2 573 939 | 4,9  | 15/342    |

*En estas elecciones, JI perteneció a la coalición Alianza Nacional de Pakistán, la cual incluía a la Liga Musulmana de Pakistán (N), Jamiat Ulema-e-Pakistán y Therik-e-Istiqlal.
**En las elecciones de 1988 y 1990, JI fue parte de la coalición Alianza Democrática Islámica, liderada por la Liga Musulmana de Pakistán y el Partido Popular Nacional.
***En las elecciones de 1993, JI fue parte de la coalición Frente Islámico de Pakistán.
****Desde 2002 hasta la fecha, JI es parte de la coalición Muttahida Majlis-e-Amal.